# Calcio Pomigliano Femminile
La Associazione Sportiva Dilettantistica Calcio Pomigliano Femminile, conocida como Pomigliano o Pomigliano Femminile, es la sección de fútbol femenino del club italiano Calcio Pomigliano, con sede en la ciudad de Pomigliano d'Arco (Nápoles), en Campania. Actualmente compite en la Serie B, segunda división del fútbol femenino italiano.

## Historia
El club fue fundado en el verano de 2019, cuando el Calcio Pomigliano adquirió los derechos deportivos del Vapa Virtus Napoli para competir en la Serie C (tercer nivel del fútbol femenino en Italia). Al suspenderse el campeonato debido a la pandemia de COVID-19, se decidió que ascendieran los equipos en ese entonces ubicados en el primer lugar del correspondiente grupo: el Pomigliano, en calidad de primero del Grupo D, fue ascendido a la Serie B. En la categoría de plata, el conjunto granata finalizó en el segundo lugar por detrás de la Lazio y obtuvo el ascenso a la Serie A en tan solo dos temporadas. En su primera temporada en la máxima división italiana, el club logró la permanencia en la última fecha, finalizando octavo con 23 puntos.